# Psycroptic
Psycroptic je australská death metalová kapela založená roku 1999 bratry Joem (el. kytara) a Davidem Haleyovými (bicí), zpěvákem Matthewem Chalkem a baskytaristou Cameronem Grantem v Hobartu v Tasmánii. Hraje tzv. technický death metal, subžánr metalové muziky, vyznačující se vysokou technickou virtuozitou jednotlivých hudebníků a fúzováním s jinými hudebními styly, např. jazzem či latinou.
Debutové studiové album se jmenuje The Isle of Disenchantment a vyšlo v roce 2001.

## Diskografie
Studiová alba
- The Isle of Disenchantment (2001)
- The Scepter of the Ancients (2003)
- Symbols of Failure (2006)
- Ob(Servant) (2008)
- The Inherited Repression (2012)
- Psycroptic (2015)
- As the Kingdom Drowns (2018)

Singly
- Echoes to Come (2014)

Živá alba
- Initiation (2010)